# Erie (Illinois)
Erie is een plaats (village) in de Amerikaanse staat Illinois, en valt bestuurlijk gezien onder Whiteside County.

## Demografie
Bij de volkstelling in 2000 werd het aantal inwoners vastgesteld op 1589. In 2006 is het aantal inwoners door het United States Census Bureau geschat op 1569, een daling van 20 (-1,3%).

## Geografie
Volgens het United States Census Bureau beslaat de plaats een oppervlakte van 3,6 km², geheel bestaande uit land. Erie ligt op ongeveer 180 m boven zeeniveau.

## Plaatsen in de nabije omgeving
De onderstaande figuur toont nabijgelegen plaatsen in een straal van 20 km rond Erie.